# Floyon
Floyon est une commune française située dans le département du Nord, en région Hauts-de-France.

## Géographie
Floyon se situe dans le Sud-Est du département du Nord (Hainaut) en plein cœur du parc naturel régional de l'Avesnois. L'Avesnois est connu pour son bocage et son relief un peu vallonné dans sa partie sud-est (début des contreforts des Ardennes), dite « petite Suisse du Nord ». Le village est situé sur le ruisseau de Chevireuil.
Floyon fait partie administrativement de l'Avesnois, géologiquement des Ardennes, historiquement du Hainaut et paysagèrement de la Thiérache.
Avec 79 mètres de dénivelé entre le point d'altitude le plus bas et le plus haut de la commune, Floyon est la commune la plus "pentue" du département du Nord.
La commune se trouve à 110 km de Lille (préfecture du Nord), Bruxelles (Belgique) ou Reims (Marne), à 55 km de Valenciennes, Laon, Mons (B) ou Charleroi (B), à 28 km de Maubeuge, à 10 km de Fourmies, à 7 km d'Avesnes-sur-Helpe (sous-préfecture) et à 4 km d'Étrœungt.
La Belgique se trouve à 15 km. Floyon jouxte le département de l'Aisne.

### Communes limitrophes
| Cartignies | Boulogne-sur-Helpe | Étrœungt      |
|            | Floyon             | Larouillies   |
| Fontenelle | Papleux            | La Flamengrie |

### Hydrographie

#### Réseau hydrographique
La commune est située dans le bassin Artois-Picardie. Elle est drainée par le ruisseau de Chevireuil, la Basse Boulogne, la Papleux, le Basse Zone, le ruisseau Basses Aunes, le ruisseau Bouvrout, le ruisseau du Bois de la houssoye, le ruisseau du Housquin, le ruisseau du Moulin, le ruisseau du Petit floyon et le Trichon,,.
Le ruisseau de Chevireuil, d'une longueur de 10 km, prend sa source dans la commune de Papleux et se jette  dans la Helpe Mineure à Cartignies, après avoir traversé cinq communes. 

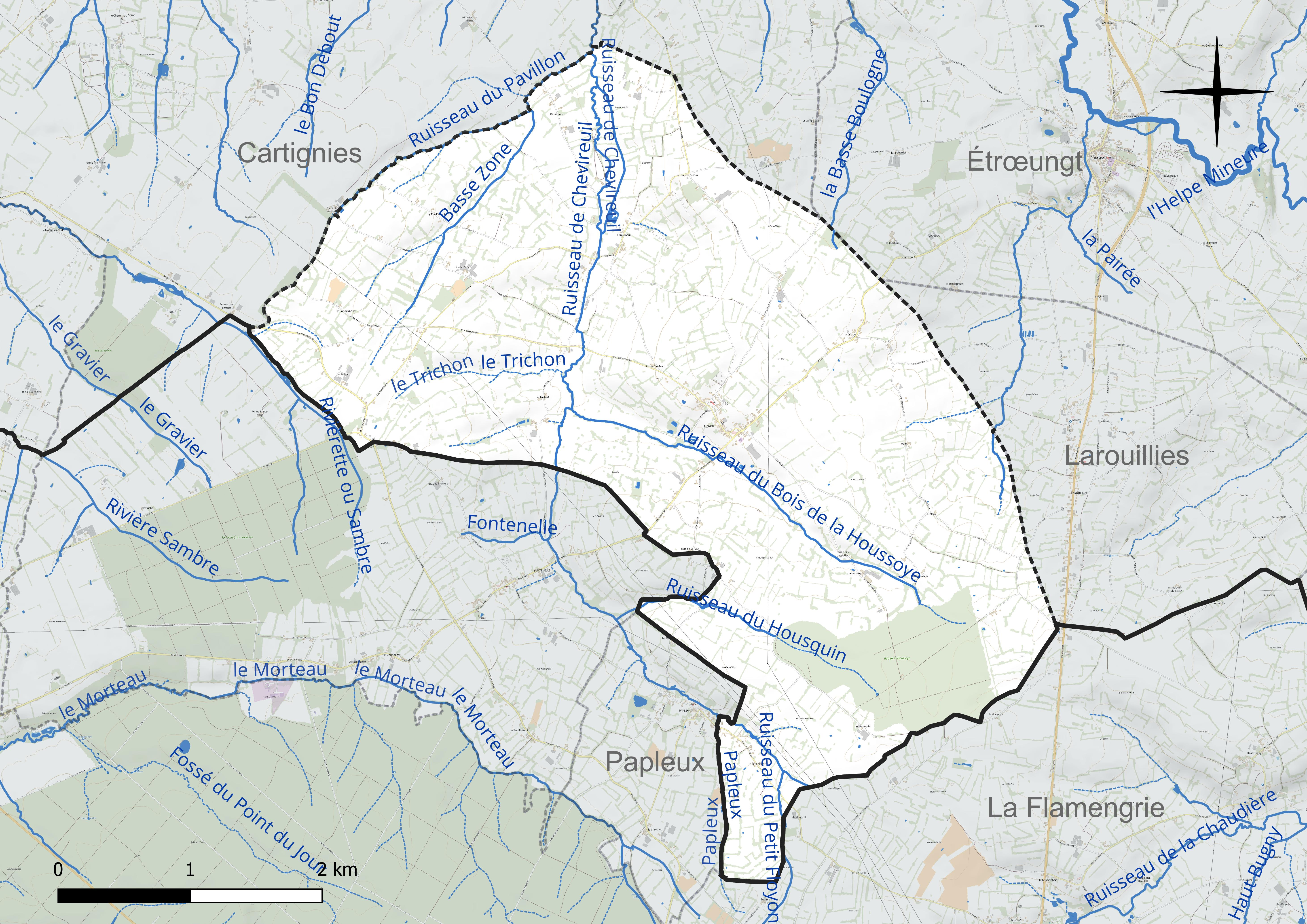
Réseau hydrographique de Floyon.

#### Gestion et qualité des eaux
Le territoire communal est couvert par le schéma d'aménagement et de gestion des eaux (SAGE) « Sambre ». Ce document de planification concerne un territoire de 1 253 km2 de superficie, délimité par le bassin versant de la Sambre. Le périmètre a été arrêté le 1er novembre 2003 et le SAGE proprement dit a été approuvé le 21 septembre 2012, puis modifié le 18 août 2022. La structure porteuse de l'élaboration et de la mise en œuvre est le syndicat mixte du Parc naturel régional de l'Avesnois. 
La qualité des cours d'eau peut être consultée sur un site dédié géré par les agences de l'eau et l'Agence française pour la biodiversité. 

### Climat
Pour des articles plus généraux, voir Climat des Hauts-de-France et Climat du Nord.
En 2010, le climat de la commune est de type climat des marges montargnardes, selon une étude du CNRS s'appuyant sur une série de données couvrant la période 1971-2000. En 2020, Météo-France publie une typologie des climats de la France métropolitaine dans laquelle la commune est exposée à un climat océanique altéré et est dans la région climatique  Nord-est du bassin Parisien, caractérisée par un ensoleillement médiocre, une pluviométrie moyenne régulièrement répartie au cours de l'année et un hiver froid (3 °C). 
Pour la période 1971-2000, la température annuelle moyenne est de 9,5 °C, avec une amplitude thermique annuelle de 14,7 °C. Le cumul annuel moyen de précipitations est de 919 mm, avec 13,2 jours de précipitations en janvier et 10,1 jours en juillet. Pour la période 1991-2020, la température moyenne annuelle observée sur la station météorologique la plus proche, située sur la commune de Saint-Hilaire-sur-Helpe à 10 km à vol d'oiseau, est de 10,5 °C et le cumul annuel moyen de précipitations est de 802,4 mm,. Pour l'avenir, les paramètres climatiques de la commune estimés pour 2050 selon différents scénarios d'émission de gaz à effet de serre sont consultables sur un site dédié publié par Météo-France en novembre 2022.

## Urbanisme

### Typologie
Au 1er janvier 2024, Floyon est catégorisée commune rurale à habitat très dispersé, selon la nouvelle grille communale de densité à sept niveaux définie par l'Insee en 2022.
Elle est située hors unité urbaine et hors attraction des villes,.

### Occupation des sols
L'occupation des sols de la commune, telle qu'elle ressort de la base de données européenne d'occupation biophysique des sols Corine Land Cover (CLC), est marquée par l'importance des territoires agricoles (91,8 % en 2018), une proportion identique à celle de 1990 (91,8 %). La répartition détaillée en 2018 est la suivante : 
prairies (87 %), forêts (6,3 %), terres arables (4,8 %), zones urbanisées (1,9 %). L'évolution de l'occupation des sols de la commune et de ses infrastructures peut être observée sur les différentes représentations cartographiques du territoire : la carte de Cassini (XVIIIe siècle), la carte d'état-major (1820-1866) et les cartes ou photos aériennes de l'IGN pour la période actuelle (1950 à aujourd'hui).

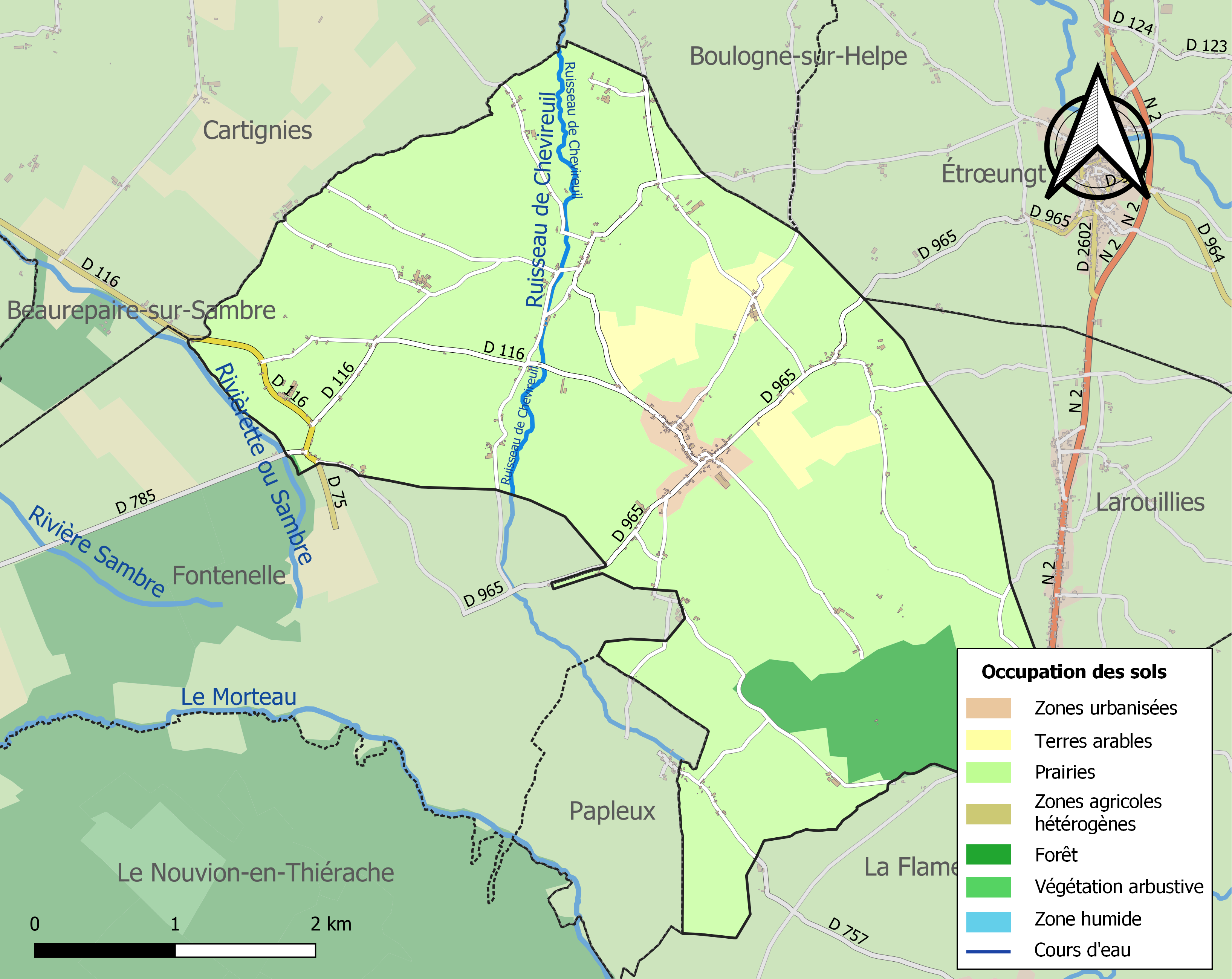
Carte des infrastructures et de l'occupation des sols de la commune en 2018 (CLC).

## Toponymie
- Formes anciennes : Flons, Floiis, 1131, charte de l'évêque de Cambrai, Liétard. - Fleon, 1147, cart. de l'abb. de Liessies. - Floion, 1186, J. de Guise, XII, 339. - Floyon, 1201. - Flojon, 1218, Le Carp. Pr. II, 26. - Floyacus, 1349, pouillé de Cambrai. - Fléon, chron. de Balderic. - Fleo. - Fleon vicus, Adrien de Valois.[réf. nécessaire]
- Etymologie : Floyon viendrait de l'ancien nom germanique flewon, qui signifie: « ruisseau qui coule rapidement », allusion au ruisseau de Chevireuil, qui arrose le village[réf. nécessaire]

## Histoire
- 644: Ursmer de Lobbes serait né à Floyon en 644 ou 645. Cependant, le véritable lieu de naissance du saint ne se trouve pas sur le territoire de la commune, mais celle de Fontenelle. La séparation entre Floyon et Fontenelle s'effectue en 1111[25].

- 1292 : Floyon joue un rôle de poste frontière avec un château fort important durant le XIVe et le XVe siècle. Ses habitants reçoivent d'ailleurs une charte d'affranchissement en 1292. Le château est détruit durant la révolution[25].*

- 1790 : à la suite de la subdivision des départements français en districts, à partir de 1790, Floyon se trouve dans le canton d'Etroeungt, lequel appartient au district d'Avesnes jusqu'en 1795, date à laquelle les districts sont supprimés par la constitution du 5 fructidor An III (22 août 1795). Ils seront remplacés par les arrondissements créés par la loi du 28 pluviôse an VIII (17 février 1800)
- Plans du cadastre napoléonien (1813 et 1871) de Floyon : site internet des Archives départementales du Nord

- 1914-1918 - Premièree Guerre mondiale : Le village se trouve en zone occupée par les forces allemandes d'août 1914 à début novembre 1918.

- 1940-1944 - Seconde Guerre mondiale : Le village se trouve en zone occupée par les forces allemandes de mai 1940 à septembre 1944. En mai 1940, Floyon est sur la route de l'invasion allemande. Le 17 mai, un bombardier français de type LéO 45, en mission de harcèlement sur une colonne allemande, est abattu par un Messerschmitt et heurte la rive d'un ruisseau. Les quatre hommes d'équipage (le sergent-chef pilote Hervé Bougault, de Rennes le sous-lieutenant Arsène Rigourd, de Saint Onen la Chapelle, le sergent radio Jacques Halma et l'adjudant-chef canonnier Paul Fourneau) sont tués et inhumés provisoirement sur place avant d'être transférés en novembre au cimetière de la commune. Le 1er septembre 1944, la Commune est libérée par une division blindée américaine.

- 2010 : Créé à la fin du XIXe siècle, le corps des sapeurs-pompiers de Floyon a fermé ses portes le 5 mai 2010. De 1935 à 1982, Kléber Simpère a assuré le commandement du centre. De 1982 à 1999, Eugène Pierart a pris la relève puis Jacques Hédon de 1999 à 2010. Le centre n'ayant pas été « départementalisé », celui-ci a été supprimé.

## Héraldique
|  | Les armes de Floyon se blasonnent ainsi : Fascé de vair et de gueules, les fasces de gueules chargées chacune de trois besants d'argent. |

## Politique et administration
Maire de 1802 à 1807 : Pierre Bughin,.
Maire en 1808 : Haimes.

Maire en 1939 :  Boutillier.
| Période                                  | Période                     | Identité             | Étiquette | Qualité |
| ---------------------------------------- | --------------------------- | -------------------- | --------- | ------- |
| 19 mai 1945                              | octobre 1947                | Collery Camille      |           |         |
| 25 octobre 1947                          | mai 1953                    | Watremez Ferdinand   |           |         |
| 7 mai 1953                               | mars 1959                   | Watremez Ferdinand   |           |         |
| 11 mars 1959                             | mars 1965                   | Watremez Ferdinand   |           |         |
| 20 mars 1965                             | mars 1971                   | Watremez Ferdinand   |           |         |
| 28 mars 1971                             | mars 1977                   | Watremez Ferdinand   |           |         |
| 20 mars 1977                             | mars 1983                   | Fourdrignier Raymond |           |         |
| 18 mars 1983                             | mars 1989                   | Fourdrignier Raymond |           |         |
| 24 mars 1989                             | juin 1995                   | Fourdrignier Raymond |           |         |
| 23 juin 1995                             | mars 2001                   | Durnez Bernard       |           |         |
| 23 mars 2001                             | juin 2002                   | Durnez Bernard       |           |         |
| 25 juin 2002                             | octobre 2002                | Bricard Michel       |           |         |
| 10 octobre 2002                          | mars 2008                   | Jaggli Maryse        |           |         |
| 20 mars 2008                             | 29 mars 2014                | Durnez Bernard       |           |         |
| 29 mars 2014                             | En cours (au 11 avril 2014) | Evelyne Gebhardt     |           |         |
| Les données manquantes sont à compléter. |                             |                      |           |         |

## Population et société

### Démographie

#### Évolution démographique
L'évolution du nombre d'habitants est connue à travers les recensements de la population effectués dans la commune depuis 1793. Pour les communes de moins de 10 000 habitants, une enquête de recensement portant sur toute la population est réalisée tous les cinq ans, les populations de référence des années intermédiaires étant quant à elles estimées par interpolation ou extrapolation. Pour la commune, le premier recensement exhaustif entrant dans le cadre du nouveau dispositif a été réalisé en 2005.

En 2022, la commune comptait 508 habitants, en évolution de −3,42 % par rapport à 2016 (Nord : +0,51 %, France hors Mayotte : +2,11 %).
| 1793  | 1800  | 1806  | 1821  | 1831  | 1836  | 1841  | 1846  | 1851  |
| ----- | ----- | ----- | ----- | ----- | ----- | ----- | ----- | ----- |
| 1 237 | 1 490 | 1 477 | 1 419 | 1 394 | 1 469 | 1 453 | 1 403 | 1 341 |

| 1856  | 1861  | 1866  | 1872  | 1876  | 1881  | 1886  | 1891 | 1896 |
| ----- | ----- | ----- | ----- | ----- | ----- | ----- | ---- | ---- |
| 1 274 | 1 227 | 1 228 | 1 147 | 1 110 | 1 053 | 1 026 | 944  | 969  |

| 1901 | 1906 | 1911 | 1921 | 1926 | 1931 | 1936 | 1946 | 1954 |
| ---- | ---- | ---- | ---- | ---- | ---- | ---- | ---- | ---- |
| 912  | 883  | 850  | 799  | 807  | 748  | 728  | 726  | 731  |

| 1962 | 1968 | 1975 | 1982 | 1990 | 1999 | 2005 | 2006 | 2010 |
| ---- | ---- | ---- | ---- | ---- | ---- | ---- | ---- | ---- |
| 682  | 742  | 618  | 554  | 513  | 515  | 502  | 498  | 513  |

| 2015 | 2020 | 2022 | - | - | - | - | - | - |
| ---- | ---- | ---- | - | - | - | - | - | - |
| 522  | 515  | 508  | - | - | - | - | - | - |

#### Pyramide des âges
| Hommes | Classe d’âge | Femmes |
| ------ | ------------ | ------ |
| 0,0    | 90 ans ou +  | 0,8    |
| 7,8    | 75 à 89 ans  | 10,9   |
| 11,4   | 60 à 74 ans  | 12,1   |
| 20,4   | 45 à 59 ans  | 18,6   |
| 23,5   | 30 à 44 ans  | 23,5   |
| 18,0   | 15 à 29 ans  | 15,8   |
| 18,8   | 0 à 14 ans   | 18,2   |

| Hommes | Classe d’âge | Femmes |
| ------ | ------------ | ------ |
| 0,2    | 90 ans ou +  | 0,7    |
| 4,6    | 75 à 89 ans  | 8,2    |
| 10,4   | 60 à 74 ans  | 11,9   |
| 19,8   | 45 à 59 ans  | 19,5   |
| 21,0   | 30 à 44 ans  | 19,9   |
| 22,5   | 15 à 29 ans  | 20,9   |
| 21,5   | 0 à 14 ans   | 18,9   |

## Lieux et monuments
- L'église Saint-Martin (1513, 1772 et 1825), fortifiée.
- Le kiosque à musique type kiosque à danser.
- Le monument aux morts.
- Le calvaire de 1732.
- Les vieux croix sur la Place de la Mairie.
- Plusieurs chapelles, notamment Chapelle Notre-Dame-de-Foy (1683) et Chapelle Saint-Eloi (1802).

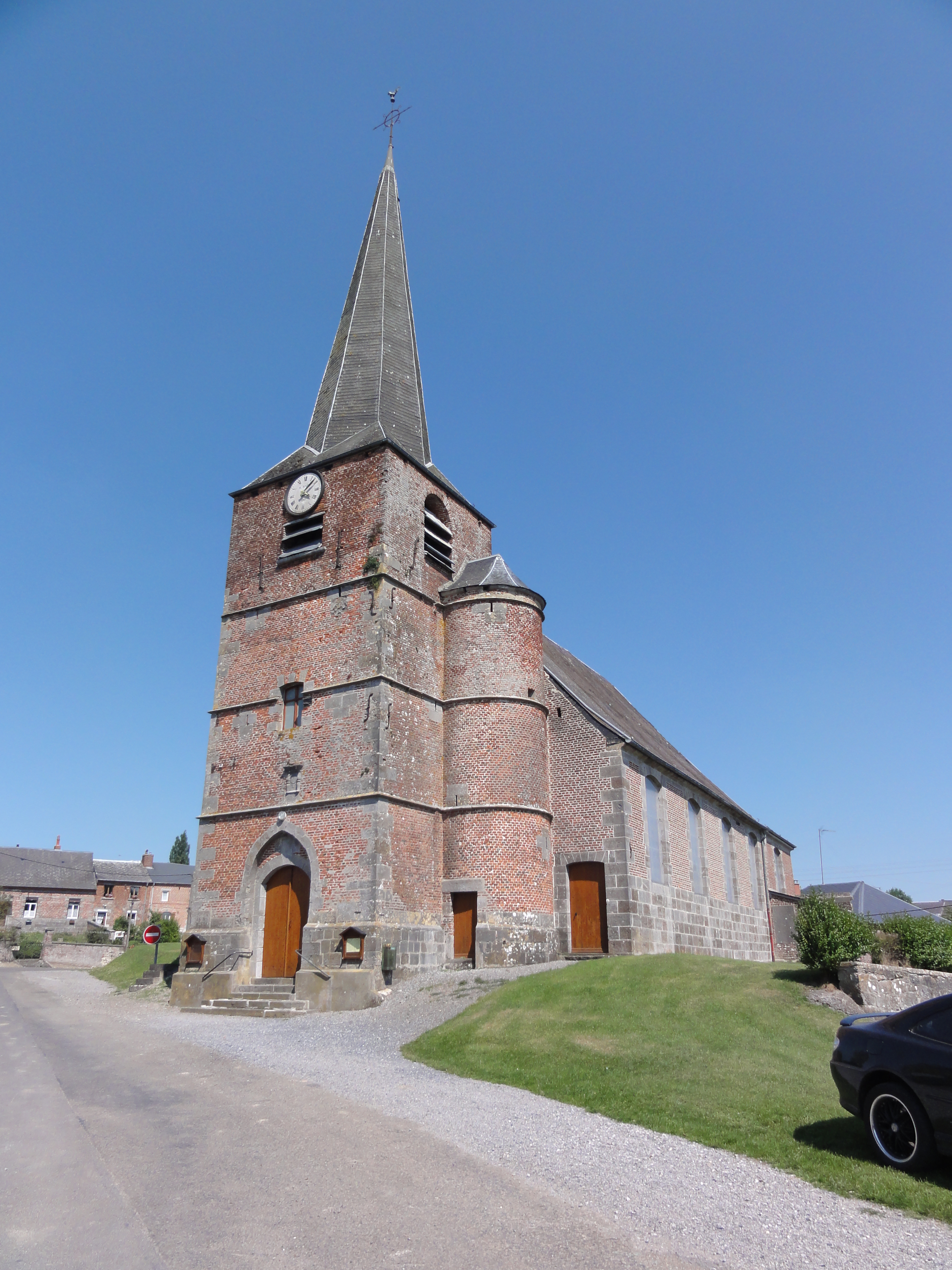
L'église fortifiée Saint-Martin.
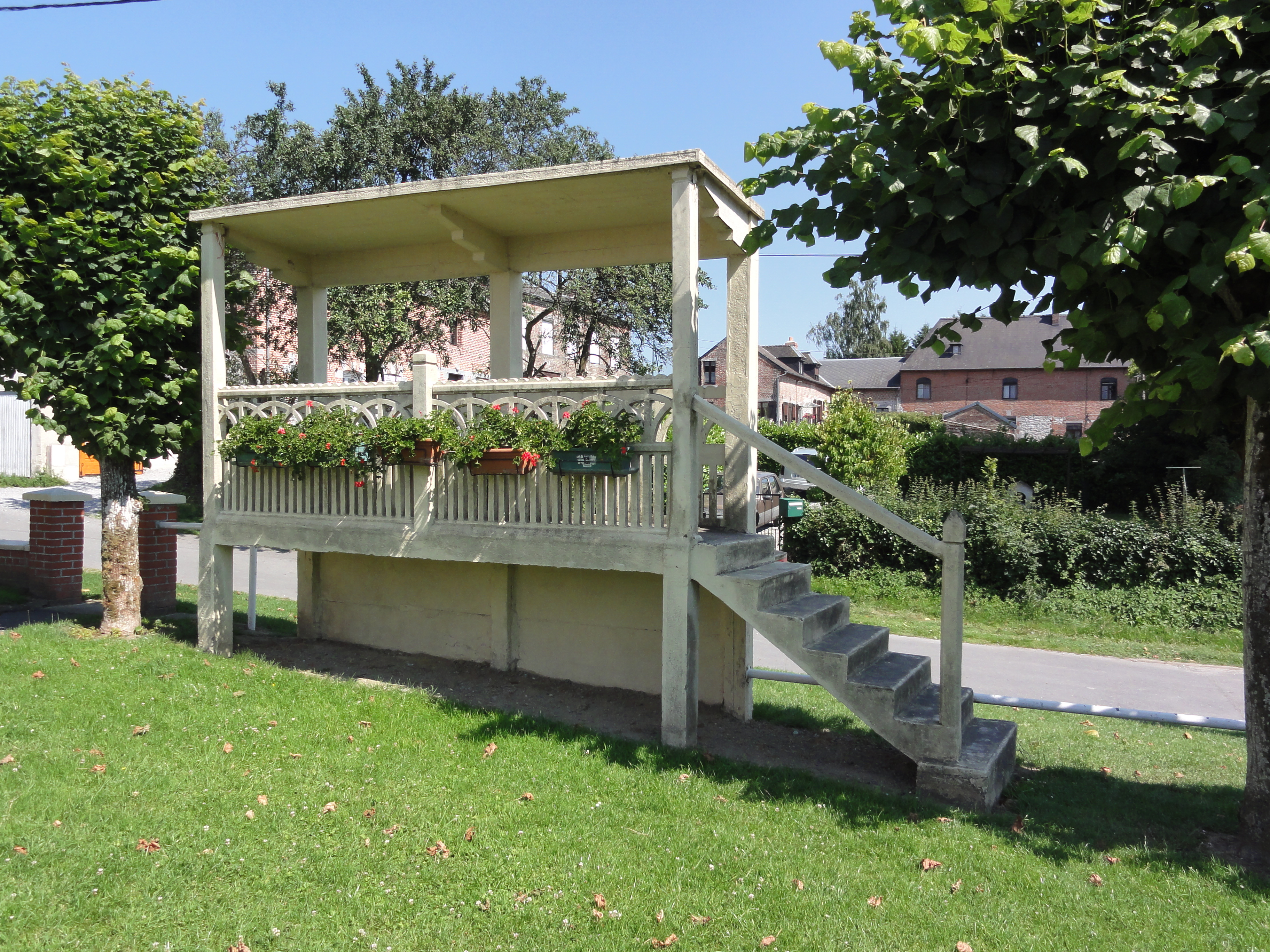
Le kiosque à musique.
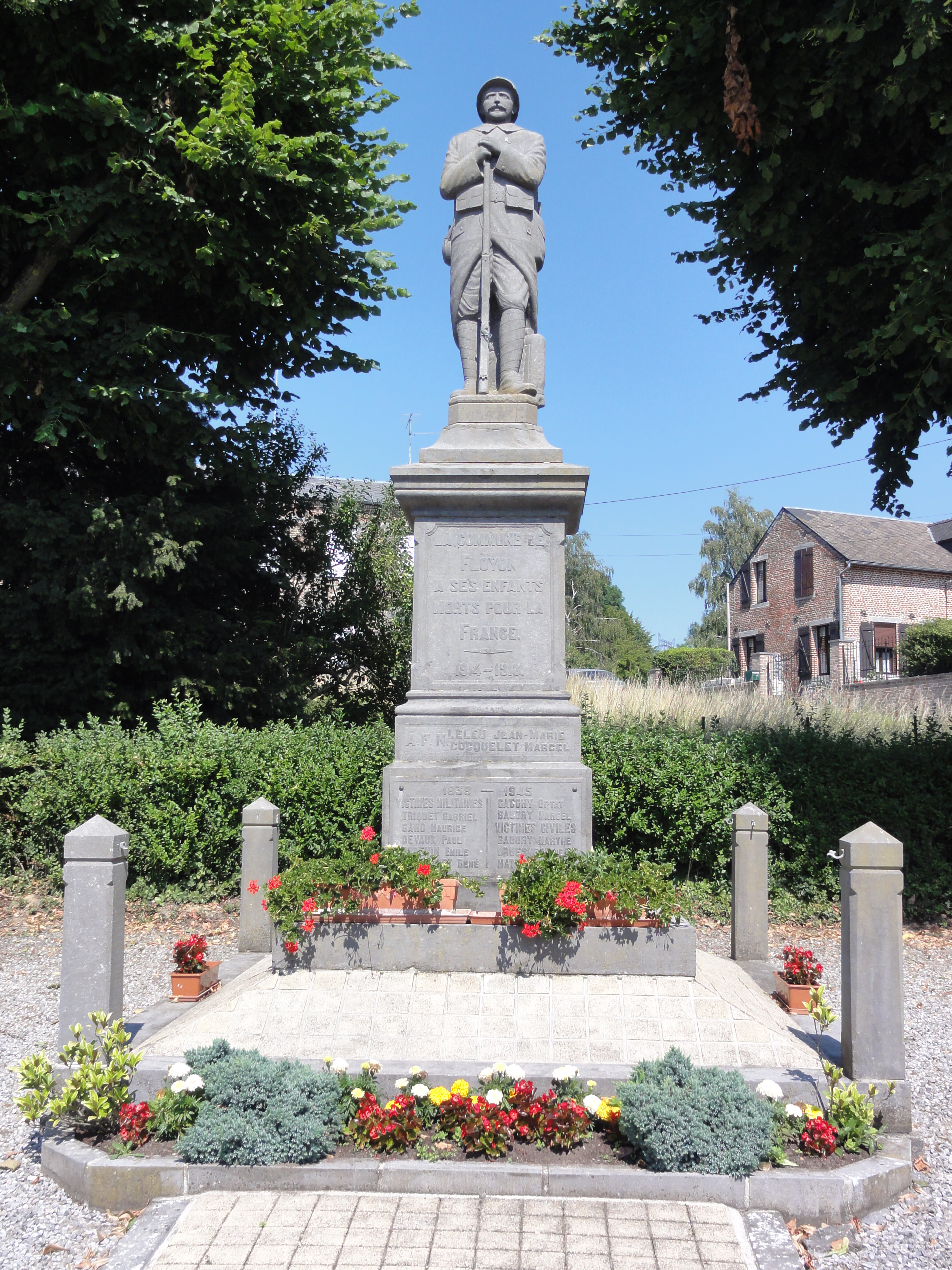
Le monument aux morts.
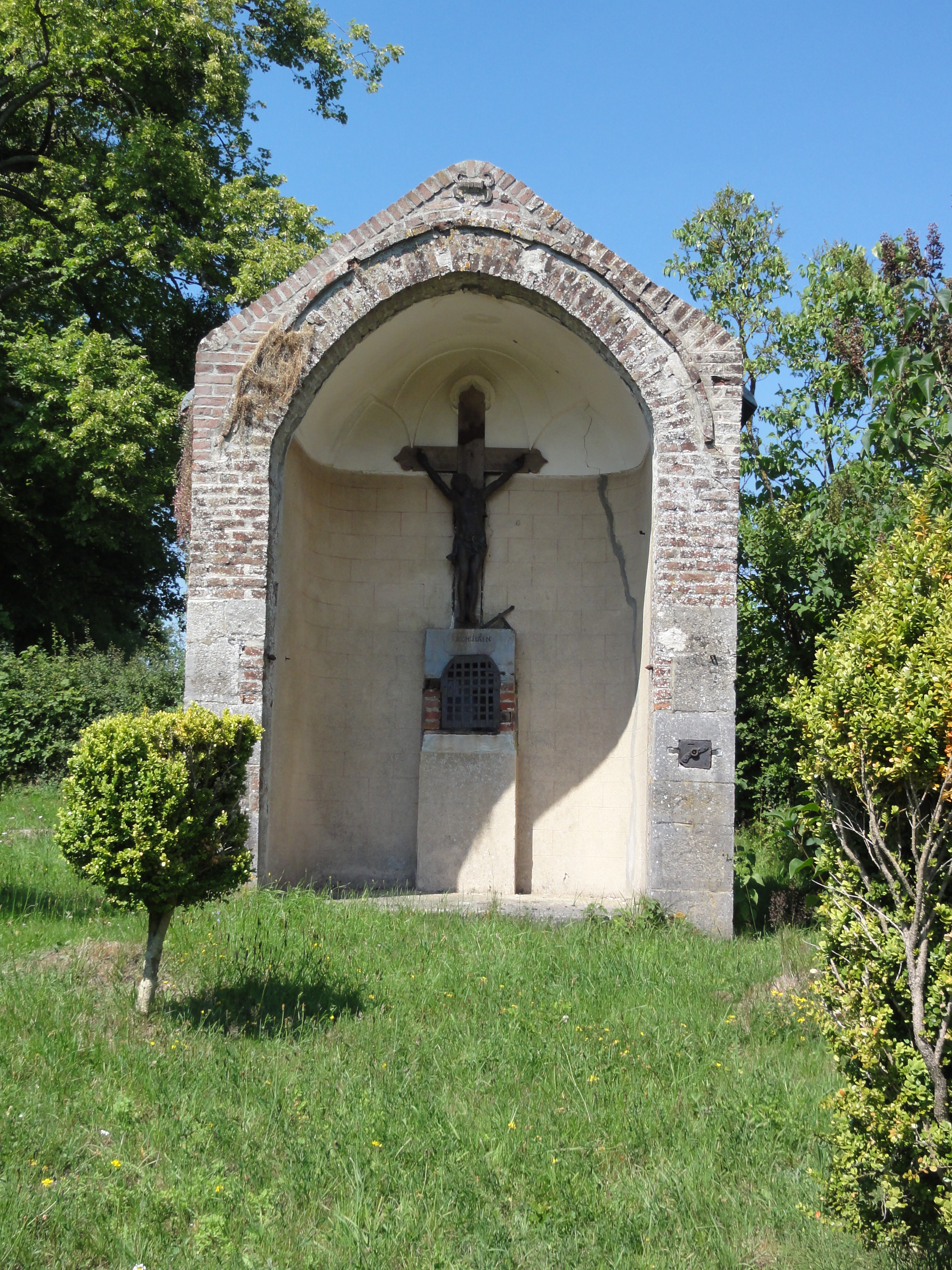
Le calvaire.
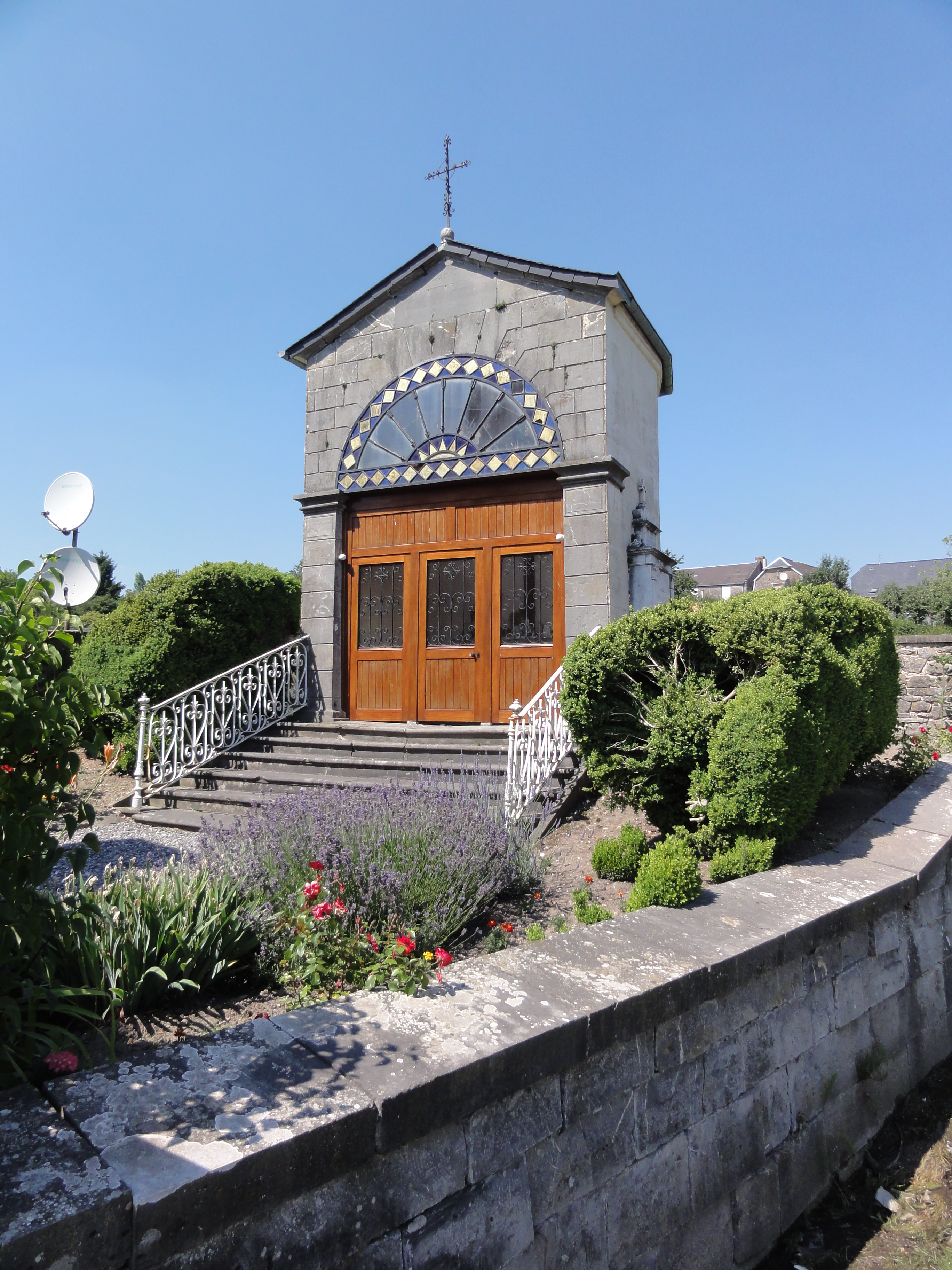
Chapelle de la bienfaitrice des pauvres.
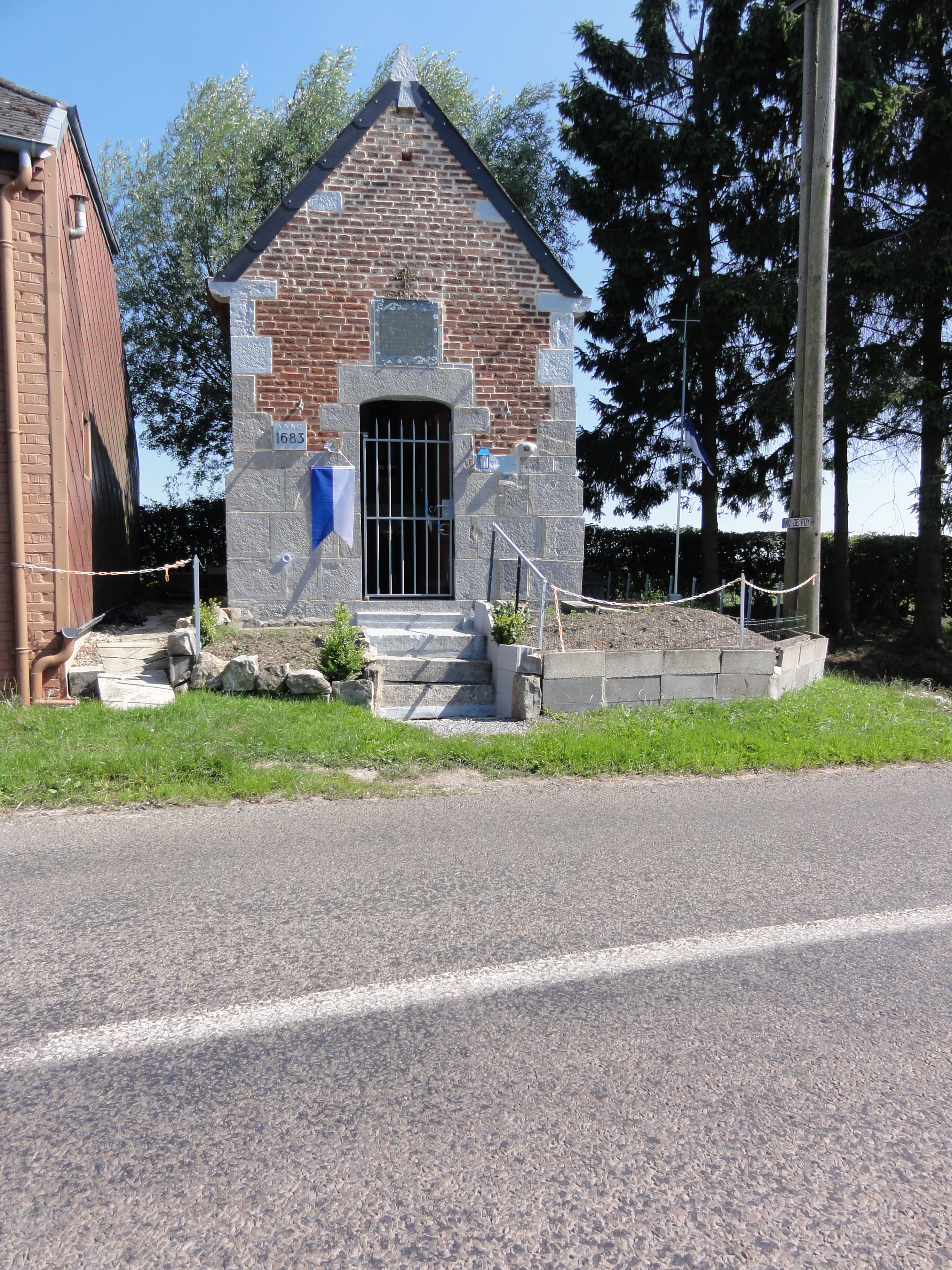
Chapelle Notre-Dame-de-Foy.
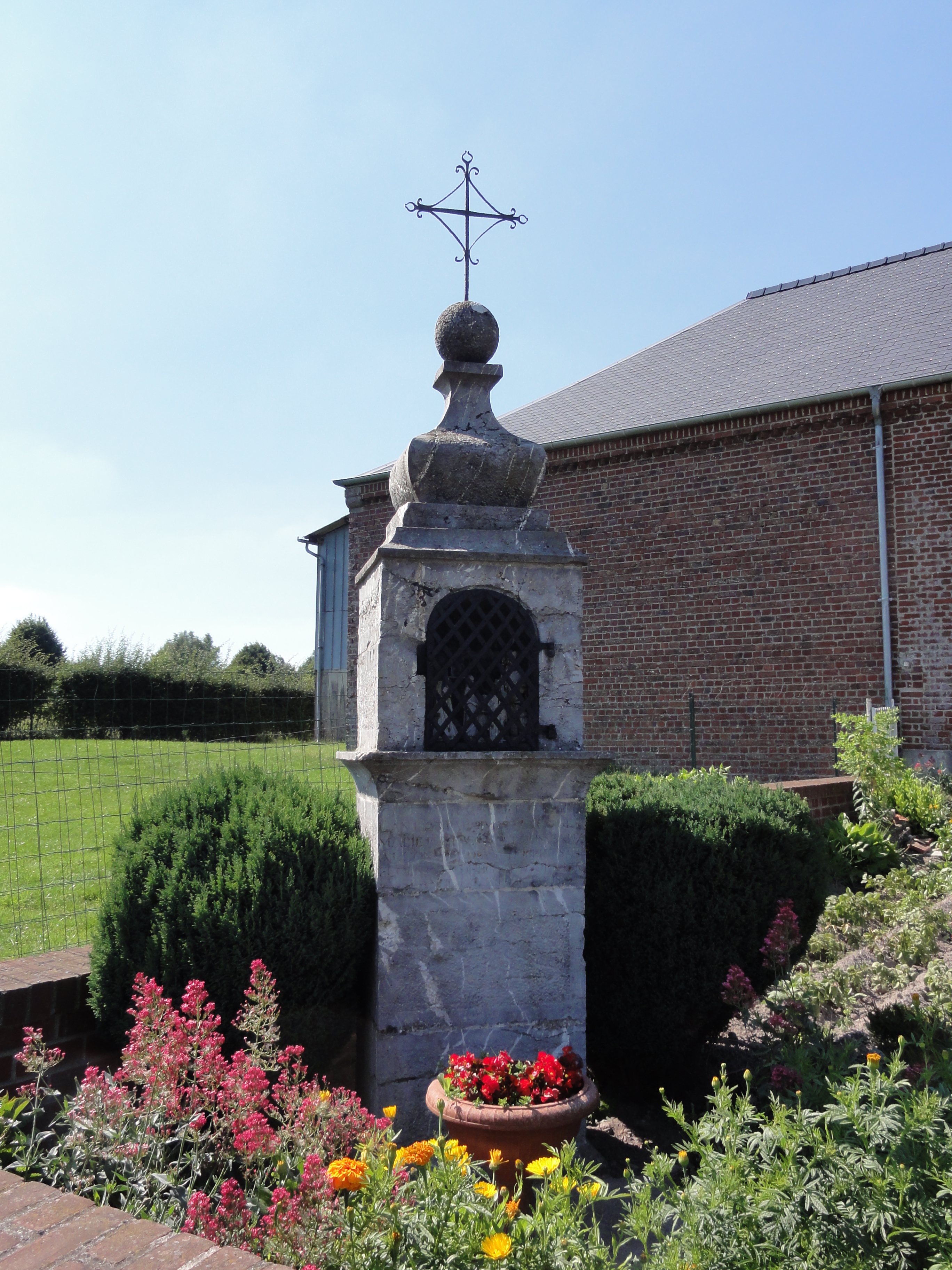
Chapelle à Plouy.
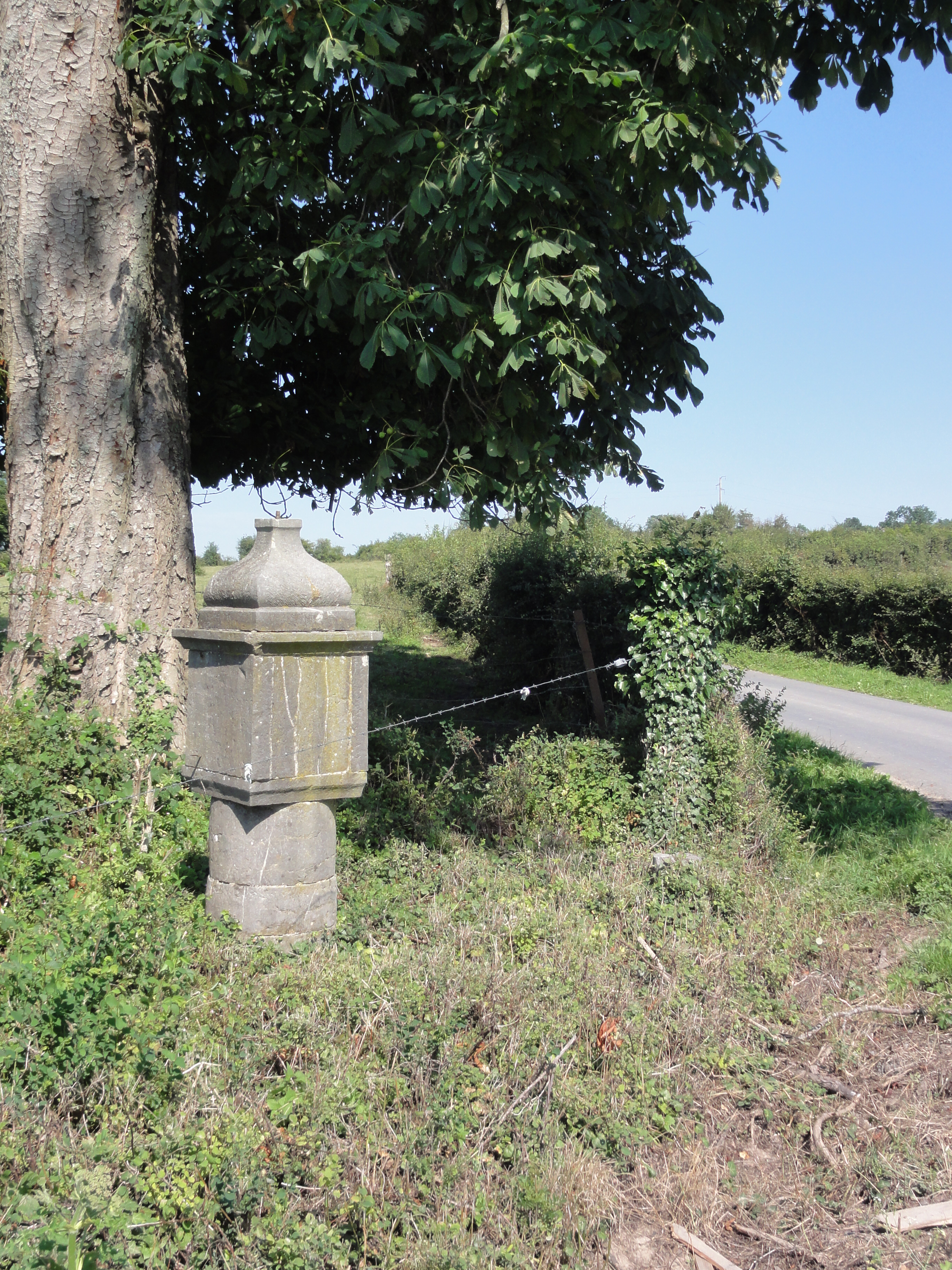
Chapelle (potale) chemin de la Houssoye.

## Personnalités liées à la commune
- Saint Ursmer.
- Constant TORDEUX : Né le 23 avril 1823 à Avesnes-sur-Helpe, Constant TORDEUX, marié en janvier 1848 à Floyon avec une  Floyonnaise, a habité la Commune de Floyon et a peint des tableaux où étaient représentés des ruraux de son temps. Le musée des beaux-arts de Cambrai possède 2 des tableaux peints par Constant TORDEUX (Réf. : La Voix du Nord - Edition Sambre-Avesnois - du 08-09-2022).

## Pour approfondir